# Комое (национален парк)
„Комое“ е национален парк в североизточната част на Република Кот д'Ивоар.
Разположен е в областта Занзан между реките Комое и Буна и на запад от река Черна Волта, която е границата с Буркина Фасо. Основан е през 1977 г. Включен е в Списъка на световното културно и природно наследство на ЮНЕСКО през 1983 г.

## Флора
Върху развитието на флората силно въздействие оказват пожарите, които са предизвиквани от хората в края на сухия период. С тях се подтиска развитието на горите и се стимулира развитието на саваната, която покрива 85 % от повърхността на парка. В района се наблюдават два максимума на валежите – през април/май и през август/септември с общо количество на валежите от 1000 до 1200 мм годишно. По време на сухия период от октомври до март много рядко падат валежи.

## Фауна
В парка живеят много животни от семейство кухороги като блатният козел (Kobus kob), западноафриканска антилопа (Alcelaphus major), антилопа бонго (Tragelaphus eurycerus), Воден козел (Kobus ellipsiprymnus), конска антилопа (Hippotragus equinus), антилопи орбис, както и някои видове маймуни. Наред с голямото количество леопарди има и отделни екземпляри лъвове.

## Галерия
|                      |
| Червеношиест пчелояд |

|                          |
| Антилопа близо до реката |

|                                          |
| Конска антилопа, по време на сухия сезон |

|                                       |
| Пеперуда, по време на дъждовния сезон |

|                           |
| Пожар в саваната на парка |

|              |
| Блатен козел |

|                     |
| Зелена морска котка |